# Roel Velasco
Roel Velasco (ur. 26 czerwca 1972 w Bago) – filipiński bokser, brązowy medalista igrzysk olimpijskich w Barcelonie, wicemistrz świata z 1997.

## Kariera amatorska
W 1992 roku zdobył brązowy medal podczas igrzysk olimpijskich w Barcelonie. W półfinale przegrał z Kubańczykiem Rogelio Marcelo, który zdobył złoty medal.
W 1997 zdobył srebrny medal na mistrzostwach świata w Budapeszcie. W finale pokonał go Kubańczyk Maikro Romero.
Jego młodszy brat Mansueto Velasco zdobył srebrny medal w tej samej kategorii wagowej na igrzyskach olimpijskich w 1996 w Atlancie.